# Charles Pontus
Charles Pontus (Ath 27 mars 1829 - Bruxelles, 1er mars 1907) est un lieutenant-général dans l'armée belge et ministre de la Guerre de 1884 à 1893, d'abord dans le gouvernement Malou II, puis dans le gouvernement Beernaert. 

## Biographie
Fils d'un sergent appartenant à la 2e compagnie de la 4e division d'infanterie à Ath, Charles Pontus entama très jeune une carrière militaire qui allait le conduire aux plus hautes fonctions.
Nommé caporal en 1845, il fut successivement promu aux grades de lieutenant (1853), de capitaine (1859), de major (1870), de colonel (1878), de général major (1883) et de lieutenant général (1890).
Durant de longues années, il fut attaché à la division du personnel au ministère de la Guerre, dont il fut sous-directeur (1872-1875) puis directeur (1875-1883). 
Lors du retour au pouvoir du Parti catholique, au lendemain des élections législatives de juin 1884, Pontus fut nommé ministre de la Guerre.
Il fera construire 12 forts autour de Liège et 9 autour de Namur sur proposition du général Brialmont, conseiller militaire du Roi Léopold II. Un premier crédit de 31 millions de francs or, voté le 1er juin 1887, sera réduit à 24 millions lors du vote à la Chambre.
Le 27 juin 1887, une loi accorde un premier crédit extraordinaire pour la construction de fortifications sur la ligne de la Meuse. 
Mais les perfectionnements de l'artillerie ont obligé l'usage de bétons et de cuirassements plus résistants et un supplément 54 millions de francs or est accordé le 10 avril 1888. Les premiers travaux débuteront en juillet 1888 et dureront 4 ans.
Il conserva cette charge jusqu'en 1893. Il termina comme lieutenant-général et inspecteur-général des Gardes civiques.
De 1893 à sa mort, il exerça la fonction d'inspecteur général des gardes civiques du Royaume.

## Distinctions
- Grand officier de l'ordre de Léopold (en 1890).